# Елена Мотова
Елена Илиева (Николова) Мотова – Весела е деятелка на Българската комунистическа партия.

## Биография
Родена е в 1910 година в сярското българско село Скрижово, тогава в Османската империя. Емигрира в България и в 1929 г. се установява в Пловдив. Участва в профсъюзните акции на тютюноработниците в Пловдив (1929 - 1935). От 1932 година е членка на БКП. От 1935 до 1941 г. е работи в Окръжния комитет на БКП. В 1936 година е участник на VI пленум на Централния комитет на БКП. В 1936 година е арестувана и лежи в затвора до 1939 г. В 1941 отново е интернирана в лагер, където остава до 1943 г. В 1943 - 1944 година е партизанка - политкомисар на отряд „Добри войвода“ във Втора средногорска бригада „Васил Левски“.
След Деветосептемврийския преврат работи в Областния комитет и в Окръжния комитет на БКП в Пловдив от 1944 до 1951 година и в Централния комитет на Българската комунистическа партия от 1951 до 1962 година.
Оставя спомени.